# Lądowisko Sokół
Lądowisko Sokół – śmigłowcowe lądowisko wielofunkcyjne w Warszawie, w dzielnicy Śródmieście. Jest zlokalizowane na dachu budynku Biura Bezpieczeństwa Narodowego (tzw. lądowisko wyniesione) przy ul. Karowej 10.

## Opis
Lądowisko należy do Kancelarii Prezydenta Rzeczypospolitej Polskiej.
Lądowisko powstało w 2005. Zostało ujęte w wykazie cywilnych lądowisk prowadzonym przez Urząd Lotnictwa Cywilnego pod numerem 138 w 2012 roku. 